# Vilallonga del Camp
Vilallonga del Camp település Spanyolországban, Tarragona tartományban. Vilallonga del Camp Alcover, Perafort, El Rourell, El Morell, La Pobla de Mafumet és La Selva del Camp községekkel határos. Lakosainak száma 2451 fő (2024).

## Népesség
A település népessége az elmúlt években az alábbi módon változott:
| Lakosok száma | 327  | 1284 | 1112 | 949  | 1173 | 1359 | 1889 | 2229 | 2389 | 2451 |
|               | 1717 | 1887 | 1936 | 1960 | 1986 | 2004 | 2009 | 2014 | 2019 | 2024 |